# Лемуровиді
Лемурови́ді (Lemuriformes, від лат. lemures — «духи ночі», «привиди») — представники ряду приматів, що складають інфраряд лемуроподібних та входять до підряду мокроносих.

## Поширення
У природі мешкають лише на острові Мадагаскар та на деяких сусідніх островах.

## Філогенія
У еволюційній послідовності напівмавпи, в число котрих входять лемури, являють собою форму, що передувала мавпам та людині. У той час, як на континентах вони майже повністю були витіснені своїми більш еволюційно розвиненими нащадками, ізоляція острова Мадагаскар протягом останніх 40 млн років дозволила не лише зберегти, а й утворитися на острові розмаїттю видів у цьому таксоні.

## Склад групи
Лемуровидих поділяють на такі групи:
- надродина Lorisoidea
  - родина Galagidae — галагові
  - родина Lorisidae — лорієві
- надродина Lemuroidea
  - родина †Archaeolemuridae
  - родина Cheirogaleidae — макієві
  - родина Daubentoniidae — айаєві
  - родина Indriidae — індрієві
  - родина Lemuridae — лемурові
  - родина Lepilemuridae — лепілемурові
  - родина †Megaladapidae
  - родина †Palaeopropithecidae

## Відомі представники
Найтиповішим представником є лемур котячий (Lemur cata), відомий своїм смугастим хвостом. Іншим примітним видом є «чорний лемур» (Eulemur macaco), самець якого має чорне хутро, а самка — коричневе.